# Julius Bechgaard
Julius Bechgaard (Kopenhagen, 22 december 1843 – Frederiksberg, 4 maart 1917) was een Deens componist.
Julius Andreas Bechgaard werd geboren binnen het gezin van grondstoffenhandelaar Andreas Christian Bechgaard (1810-1888) en Julie Petrine Vilhelmine Lund (1814-1891). Julius Bechgaard huwde zelf Mathilde Theodore Wandler in 1875 en kreeg dochter Marie Mathilde Bechgaard; in 1884 hertrouwde hij met Dora Christopha Petersen
Bechgaard kreeg zijn muzikale opleiding aan het Conservatorium in Leipzig en in Kopenhagen. Een van zijn docenten was Johan Christian Gebauer. Bechgaard was organist van de Kathedraal van Sint Ansgar te Kopenhagen van 1868 tot en met 1870. In 1782 kreeg hij een beurs (Det anckerske Legat) om in dat seizoen te reizen naar Duitsland, Italië. Later verbleef hij drie jaar in Parijs. Hij leefde vanaf die tijd van het geld dat componeren hem opbracht.
Zijn eerste compositie dateert uit 1866; een bundel vierstemmige liederen (Firstemmige Sange). Hij zou nog circa 200 liederen schrijven, enkel of in bundels. Daarnaast schreef hij muziek voor bij toneelstukken en wel vier opera’s. Hij werd daarin beïnvloed door Niels Gade, Robert Schumann, Richard Wagner en Hector Berlioz. Bijna al zijn werk hoort tot het vergeten repertoire.

## Oeuvre (gedeelte)
- op. 1 Firstemmige Sange, Op. 1 (1866)
- op. 2 Fire Fantasiestykker
- op. 4 Trois Impromptus pour Piano
- op. 5 12 sange
- op. 6 Fantasi-Billeder (piano)
- op. 7 Idyller (sange)
- op. 8 Lyriske Tonebilleder (piano)
- op. 9 Sømandsliv (liederen 1872)
- op. 10 I Vaar (piano)
- op. 11 Julerosen (Mezzosopraan, bariton en piano)
- op. 12 Paa Valpladsen (liederen 1880)
- op. 13 Koncertouverture i e-mol (1878)
- op. 14 Under Lövet (liederen)
- op. 15 Poésies musicales (piano)
- op. 19 Lyriske sange af Ernst von der Recke
- op. 20 Melodier til Digte af Ernst von der Recke
- op. 21 Kvartetsange for Mandsstemmer
- op. 23 Tre Sange
- op. 27 Vaarlængsel
- op. 58 Lys og Skygge (liederen)
- op. 59 Naturbørn (liederen)
- op. 60 Fire Sange for en dyb Stemme

- Symfoni i D-dur (1883)
- Strandby Folk (toneelstuk van Holger Drachmann 1883)
- Frode (opera 1893; première 11 mei 1893 in Kopenhagen)
- Frau Inge (opera, première 1894 in Praag)
- Conradino (opera, onopgevoerd)
- Dødens Gudsøn (opera, onopgevoerd)
- Kender du Danmark (lied)
- Poesier af Thor Lange: Hefte I-II

- Gemeinsame Normdatei: 13334438X
- International Standard Name Identifier: 0000 0000 8232 5546
- Library of Congress Control Number: no91011702
- MusicBrainz: 95d0ac1f-c056-4425-90f7-0860575b569e
- Nationale Bibliotheek van Tsjechië: mzk2013760838
- LIBRIS: 275088
- Virtual International Authority File: 52875432
- WorldCat: E39PBJv4hxjH8hKVKQVGrJpMfq